# 1792 en littérature
| Années de la littérature : 1789 - 1790 - 1791 - 1792 - 1793 - 1794 - 1795    |
| Décennies de la littérature : 1760 - 1770 - 1780 - 1790 - 1800 - 1810 - 1820 |

Cet article présente les faits marquants de l'année 1792 en littérature.

## Événements
- 29 février : premier numéro du Hamburger Nachrichten (de) ( « Nouvelles de Hambourg ») fondé par l'éditeur Johann Heinrich Hermann sous le titre Wöchentlichen gemeinnützigen Nachrichten von und für Hamburg[1].
- 30 avril : premier numéro de la La Tribune des patriotes de Camille Desmoulins et Louis Marie Stanislas Fréron (quatre numéros)[2].

- 24 mai - 23 novembre : publication de La Sentinelle, journal-affiche de Jean-Baptiste Louvet de Couvray[3].
- 6 juillet et 21 novembre : les ossements supposés de Molière, puis de Jean de La Fontaine, sont exhumés du Cimetière Saint-Joseph pour être transportés au Musée des Monuments français à Paris[4].
- 3 septembre : Madame de Staël quitte Paris pour se réfugier en Suisse au château de Coppet, au bord du lac Léman où son salon acquiert une réputation internationale[5].

- Fondation à Trnava de la Slovenské učené tovarišstvo (« société savante slovaque ») par Anton Bernolák[6].
- Henry Walton Smith et son épouse Anna ouvrent un comptoir de presse dans Little Grosvenor Street, à Londres, à l'origine de la chaîne de librairies britannique WH Smith[7].

## Parutions
- Mary Wollstonecraft, A Vindication of the Rights of Woman : with Strictures on Political and Moral Subjects, London, J. Johnson, 1792 (présentation en ligne) (« Défense des droits de la femme »), essai féministe.

- Charlotte Turner Smith, Desmond : A Novel, London, G. G. J. and J. Robinson, 1792 (présentation en ligne) (« Desmond ou l'Amant philanthrope »), roman en trois volumes 2 3.
- Jean-Pierre Claris de Florian, Fables, Paris, P. Didot l'aîné, 1792 (présentation en ligne).